# Luca Gobbi
Luca Gobbi (San Marino, 12 giugno 1971) è un ex calciatore sammarinese, di ruolo difensore.

## Carriera

### Club
Comincia nel 1990 nel Juvenes/Dogana squadra che ritroverà nel 1997. Nel 1991 gioca per il San Marino mentre nel 1994 e poi ancora nel 1999 veste la maglia del Tre Penne. Chuiede la sua carriera al Libertas nel 2009.

### Nazionale
Dal 1990 al 2002 ha totalizzato 41 presenze con la Nazionale sammarinese tra qualificazioni e amichevoli.